# Zastava EuroZeta
Le ZASTAVA EuroZeta est un camion moyen tonnage produit par le constructeur serbe Zastava Kamioni à partir de 2012 sous licence IVECO.

## Histoire
C'est à partir des accords de coopération signés avec le constructeur italien Fiat S.p.A. du 12 août 1954 que Zastava disposera d'une production régulière d'automobiles, de véhicules utilitaires et de camions. À partir de la fin d'année 1954, Zastava Auto assemblera et fabriquera sous licence les voitures Zastava 600, 1100B et 1400 ainsi que les utilitaires Campagnola AR55 et 1100 TF.
En 1956, les petits camions Zastava 615 et 620 copies conformes des originaux italiens Fiat V.I. seront fabriqués. Ces séries ont connu un grand succès, en Yougoslavie comme d'ailleurs partout en Europe à cette période, en raison des besoins liés à la reconstruction des réseaux commerciaux détruits par la guerre.
En 1969, Zastava décide de donner plus d'autonomie à sa division camions et de créer une société indépendante pour ce secteur d'activité. Zastava Kamioni est créé le 18 juin 1969 et Fiat V.I. en deviendra actionnaire à 35%.
Avec le transfert de technologie et les contrats de coopération industrielle signés avec IVECO, en 1985 et 1988, la gamme de véhicules utilitaires a été notablement augmentée avec la gamme Iveco Daily dite « S », avec les modèles 30.8, 35.8 et 40.8 produits sous licence par Zastava Kamioni sous le nom de Zastava Rival.

## Le Zastava EuroZeta
Ce véhicule a été présenté en 2012. Il succède à la gamme TurboZeta construite sous licence par Zastava Kamioni sous le nom Zastava 645.
Après l'arrêt de la fabrication en Italie de la gamme TurboZeta, l'outillage a été transféré chez Zastava Kamioni. En Italie, les TurboZeta ont été  remplacés par la gamme Iveco Eurocargo en 1991. Le constructeur serbe a développé ce nouveau modèle avec l'aide d'Iveco en utilisant l'ensemble  des moyens de production du châssis des Zastava 645 TurboZeta. Seule la cabine a été légèrement redessinée.
Ce véhicule a été décliné en plusieurs versions qui ont évolué avec le temps et la règlementation. Si le châssis et la cabine n'ont pas subi de modifications, le moteur a reçu les modifications nécessaires pour répondre successivement aux normes Euro 4 à l'origine et Euro 5 actuellement.
C'est ainsi que la gamme a connu les modèles suivants :
- Zastava EuroZeta 85.10
- Zastava EuroZeta 85.14
- Zastava EuroZeta 85.15
- Zastava EuroZeta 85.17 actuellement[1].

## Les versions militaires
Le Zastava EuroZeta est utilisé dans ses versions standards par les militaires serbes et de l'ancienne Yougoslavie. On ne lui connait pas de version spécifique.